# Oudedijk (Oldambt)
Oudedijk is een voormalige buurtschap in de gemeente Oldambt in de provincie Groningen, dat tegenwoordig  tot Drieborg wordt gerekend. De naam is omstreeks 1990 van de topografische kaart verdwenen. 

## Oudedijk bij Drieborg
Oudedijk ligt tussen Drieborg en Kostverloren en behoorde tot het kerspel Nieuw-Beerta. Het is een klassiek voorbeeld van een dijkdorp, is ontstaan door de bouw van landarbeidershuizen langs een voormalige zeedijk. De eerste landarbeidershuizen verrezen hier na de aanleg van de Kroonpolder in 1696.
Opvallend is het hoogteverschil aan beide kanten van de dijk. Ten zuiden van de dijk is het land flink ingeklonken en ligt het ruim een meter beneden het NAP. Mogelijk is hier een ouder veenpakket verdwenen. Ten noorden van de dijk is de bodem hoog opgeslibt en ligt het oppervlak iets boven NAP.
De meeste arbeiderswoningen werden gebouwd op percelen erfpachtgrond die (volgens de regels van het beklemrecht) door belendende landbouwers waren verstrekt. Het betrof vooral eenkamerwoningen met een schuurruimte en een grote tuin waar aardappelen en groente werden verbouwd. De bewoners werkten vooral op boerderijen nabijgelegen Kroon- en Stadspolder. Tegenover de arbeiderswoningen staat één boerderij - 't Huize Oude Dijk. De meeste huizen zijn na 1960 gesloopt en vervangen door een buurtje met sociale woningbouw in Drieborg.
Tot het begin van de 18e eeuw heette het streekje Ham(ster)dijk of Stocksterhornerdijk.  De naam Oudedijk wordt ten minste sinds 1809 gebruikt. Het dorp had in 1846 41 huizen en 540 inwoners. Een deel van dit dorp wordt sinds het midden van de 19e eeuw Drieborg genoemd.
Oudedijk en Kroonpolder hadden al rond 1780 een eigen schooltje, dat in 1844 werd vervangen door een nieuwe school te Drieborg. Het schoolhuis staat op de kadasterkaart van 1832.
Het toponiem Oudedijk kwam in de provincie Groningen vaker voor, onder andere Oldijk te Delfzijl (omgeving Kustweg), Oldijk te Eenrum en Oude Dijk te Uithuizermeeden en Bierum.

## Oudedijksterweg
Oudedijk was tevens een buurtschap op de grens van de kerspelen Eexta, Scheemda, Zuidbroek en Noordbroek. Deze lag grotendeels langs de Oudedijksterweg  Het had in de 18e eeuw een eigen buurtgilde De landpunt tussen Schemda en Eexta stond eerder bekend als Utberta, Uterberta, Uterbeerta of Uiterboeren. Een deel daarvan was zich sinds 1588 eigendom van de stad Groningen. Ook het gebied ten zuiden van het Winschoterdiep stond in de 19e eeuw bekend als Oudedijk. 

## Oude dijk (Nieuwolda)
Langs de dijk van 1665 te Nieuwolda-Oost lag eveneens buurtje Oudedijk, dat uit een vijftal boerderijen en drie arbeidershuizen bestond. Drie boerderijen zijn later verdwenen; de dijkrestanten werden in het kader van de ruilverkaveling geëgaliseerd. 